# Ірвін Тауншип (округ Венанго, Пенсільванія)
Ірвін Тауншип (англ. Irwin Township) — селище (англ. township) в США, в окрузі Венанго штату Пенсільванія. Населення — 1253 особи (2020).

## Демографія
Згідно з переписом 2010 року, у селищі мешкала 1391 особа в 532 домогосподарствах у складі 398 родин. Було 653 помешкання
Расовий склад населення:
| - 98,6 % — білих - 0,6 % — чорних або афроамериканців - 0,1 % — корінних американців - 0,1 % — азіатів |

До двох чи більше рас належало 0,5 %. Частка іспаномовних становила 0,3 % від усіх жителів.
За віковим діапазоном населення розподілялося таким чином: 23,8 % — особи молодші 18 років, 64,5 % — особи у віці 18—64 років, 11,7 % — особи у віці 65 років та старші. Медіана віку мешканця становила 41,7 року. На 100 осіб жіночої статі у селищі припадало 99,0 чоловіків;  на 100 жінок у віці від 18 років та старших — 102,7 чоловіків також старших 18 років.
Середній дохід на одне домашнє господарство  становив 62 747 доларів США (медіана — 57 875), а середній дохід на одну сім'ю — 69 993 долари (медіана — 67 308). Медіана доходів становила 41 172 долари для чоловіків та 31 308 доларів для жінок. За межею бідності перебувало 11,6 % осіб, у тому числі 16,0 % дітей у віці до 18 років та 5,7 % осіб у віці 65 років та старших.
Цивільне працевлаштоване населення становило 768 осіб. Основні галузі зайнятості: освіта, охорона здоров'я та соціальна допомога — 17,6 %, виробництво — 17,1 %, будівництво — 14,3 %, мистецтво, розваги та відпочинок — 11,8 %.